# Condado de Oława
Condado de Oława (polaco: powiat oławski) é um powiat (condado) da Polónia, na voivodia da Baixa Silésia. A sede do condado é a cidade de Oława. Estende-se por uma área de 523,73 km², com 71 087 habitantes, segundo o censo de 2005, com uma densidade de 135,73 hab/km².

## Divisões admistrativas
O condado possui:
Comunas urbanas: Oława
Comunas urbana-rurais: Jelcz-Laskowice
Comunas rurais: Domaniów, Oława
Cidades: Oława, Jelcz-Laskowice

## Demografia
População (dados de 30 de Junho de 2005):
|          | Total   | Total | Mulheres | Mulheres | Homens  | Homens |
| -------- | ------- | ----- | -------- | -------- | ------- | ------ |
|          | pessoas | %     | pessoas  | %        | pessoas | %      |
| Total    | 71 087  | 100   | 36 320   | 51,1     | 34 767  | 48,9   |
| Cidades  | 46 268  | 100   | 23 762   | 51,4     | 22 506  | 48,6   |
| Povoados | 24 819  | 100   | 12 558   | 50,6     | 12 261  | 49,4   |